# Joanna Rutkowska
Joanna Rutkowska est une informaticienne polonaise experte en sécurité informatique,  principalement connue pour ses recherches sur la sécurité à bas niveau et les rootkits.

## Carrière
Elle devient connue dans le monde de la sécurité informatique après la conférence Black Hat Briefings de Las Vegas, en août 2006, où elle présente une attaque contre le mécanisme de protection du noyau de Windows Vista, ainsi qu’une technique nommée Blue Pill (en référence à la pilule bleue de Matrix), utilisant la virtualisation matérielle pour transférer un système d’exploitation en cours d’exécution dans une machine virtuelle. Ses recherches contribuent à sa nomination par eWeek Magazine dans sa liste des « Cinq hackers qui ont marqué 2006 ». Le concept sous-jacent de la technique Blue Pill a également été publié par un autre chercheur à la conférence IEEE Oakland en 2006, sous le nom de VMBR.
Rutkowska consacre les années suivantes à poursuivre ses recherches sur la sécurité de bas niveau. En 2007, elle demontre ainsi que certains types d’interfaces matérielles utilisées en inforensique pour copier le contenu de la mémoire vive (comme FireWire) ne sont pas fiables et peuvent être compromises. Toujours en 2007, elle présente de nouveaux résultats sur les logiciels malveillants concernant la virtualisation, avec son collègue, Alexander Tereshkin. En 2008, elle et son équipe travaillent principalement sur l’hyperviseur de sécurité Xen. En 2009, avec Rafal Wojtczuk, Rutkowska présente une attaque contre deux systèmes de sécurité conçus par Intel : Intel Trusted Execution Technology et Intel System Management Mode.
En avril 2007, elle fonde Invisible Things Lab à Varsovie, en Pologne. La société se concentre sur les recherches sur la sécurité des systèmes d’exploitation et de la virtualisation, tout en fournissant des prestations de conseil.

### Qubes OS
En 2010, Joanna Rutkowska et Rafal Wojtczuk commencent à travailler sur Qubes OS, un système d’exploitation construit à partir de Xen et orienté vers la sécurité, utilisant entre autres la distribution Linux Fedora. Son concept repose sur la « sécurité par le cloisonnement », à l'aide de domaines distincts permettant d’isoler les différents sous-systèmes, implémentés avec des machines virtuelles gérées par Xen. Le projet se définit comme « un système d’exploitation raisonnablement sûr » et a été recommandé par des spécialistes de la confidentialité et de la sécurité, dont Edward Snowden. Sa conception se base sur les travaux de recherche de vulnérabilités dans l’infrastructure informatique sécurisée (Trusted Computed Base ou TCB en anglais), vulnérabilités qui ne sont pas traitées dans la plupart des systèmes d'exploitation de bureau. La première version, Qubes 1.0, est publiée en septembre 2012.
Elle a publié des travaux pionniers sur la fiabilité des systèmes, comme Intel x86 Considered Harmful et State Considered Harmful - A Proposal for a Stateless Laptop. Rutkowska a été invitée en tant qu'oratrice à plusieurs conférences sur la sécurité informatique, comme les Chaos Computer Conferences, Black Hat Briefings, HITB, lRSA Conference, RISK, EuSecWest et Gartner IT Security Summit.